# Karafiátová revoluce

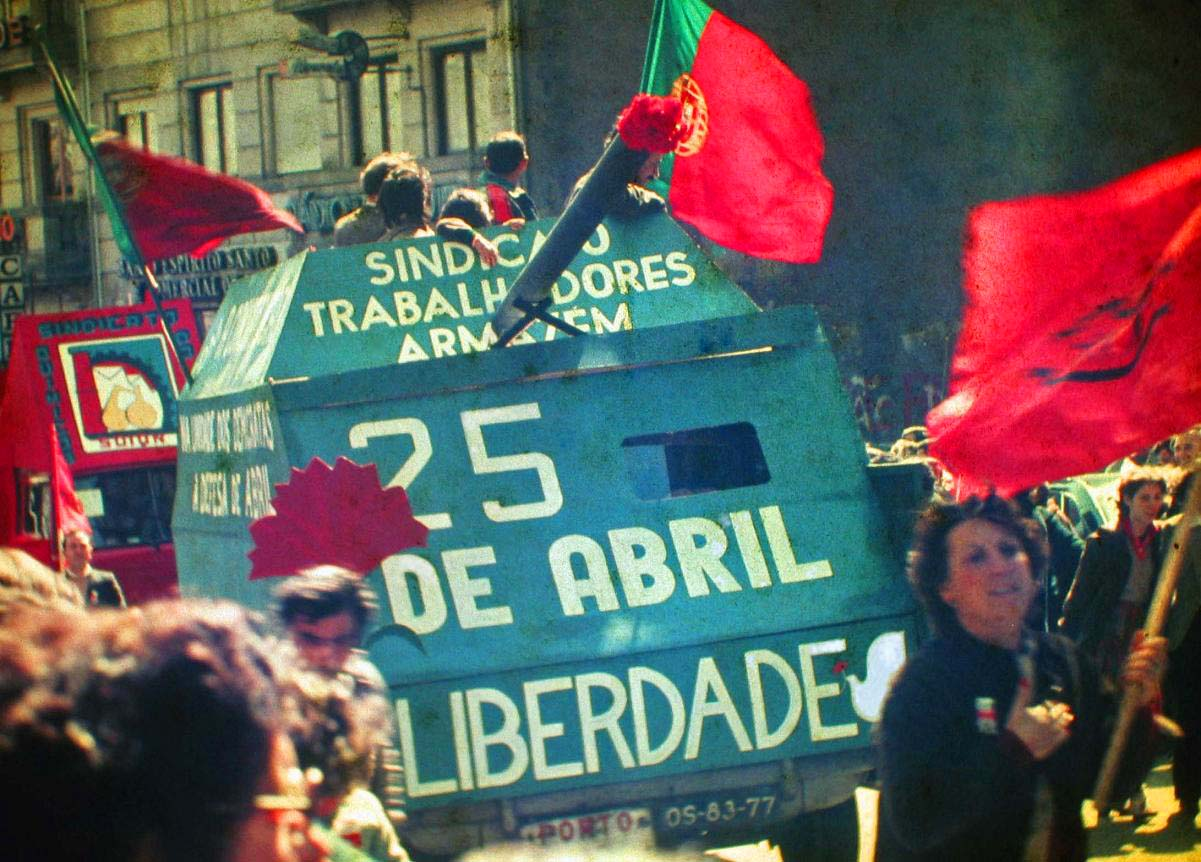
Demonstrace v Portu (25. dubna 1983)

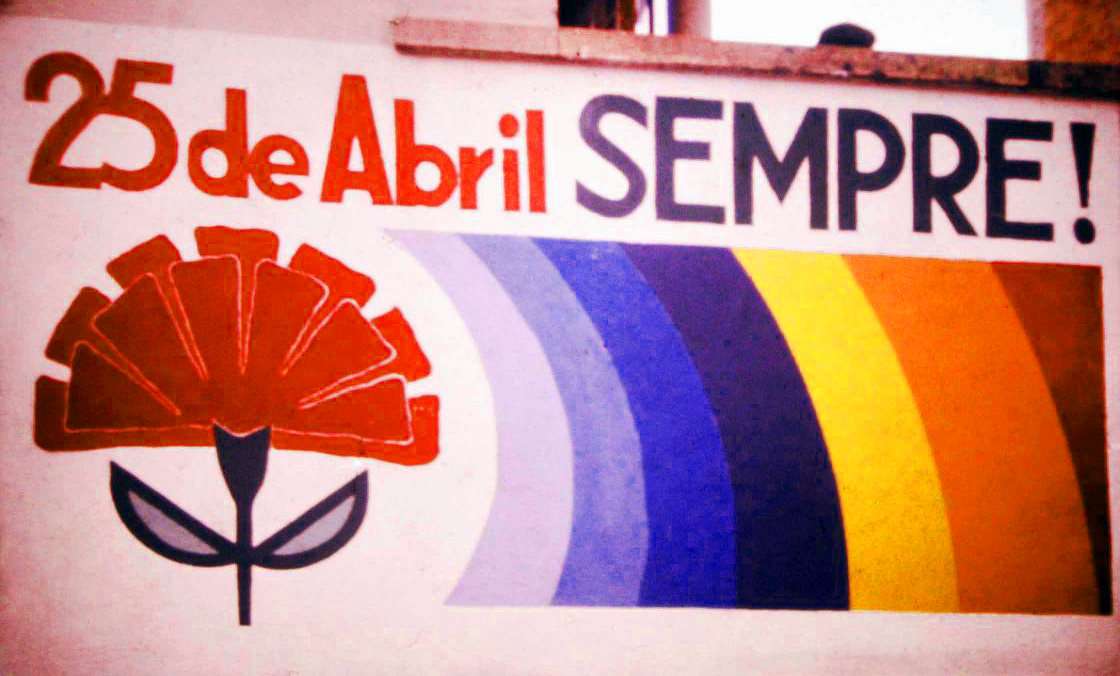
Revolução dos Cravos - malba upomínající na výročí Karafiátové revoluce

Pojem karafiátová revoluce, jinak též dubnová revoluce či revoluce z 25. dubna 1974 (portugalsky Revolução dos Cravos, resp. Revolução de Abril) označuje levicový vojenský převrat, který započal 25. dubna 1974 v Lisabonu v Portugalsku, a umožnil tak přechod od tehdejšího režimu autoritářské diktatury, zvaného též Estado Novo, k demokratické formě vlády. Masové demonstrace donutily rezignovat vládu, přední představitelé emigrovali do Brazílie.

## Průběh a následky
Revoluci začala v rozhlase zahraná píseň Grândola, Vila Morena od „Trubadúra svobody“ Zecy Afonsa, v době minulého režimu zakázaného, která stejně jako jeho další písně provázely celou revoluci.
Tisíce Portugalců vycházely do ulic měst, kde se tak mísily s vojenskými složkami. Revoluce však probíhala poklidně, a až na 4 oběti státní tajné policie PIDE (Polícia Internacional e de Defesa do Estado, česky Mezinárodní a státní obranná policie) nebyl při revoluci nikdo zabit. Lidé pokládali po ulicích a na zbraně vojáků červené karafiáty. Červená barva je též barvou socialismu a komunismu, což byly hlavní ideologické směry této revoluce, jelikož se jednalo o směry ideologicky opačné k režimu Estado Novo.
Celé toto období změn trvalo dva roky a bylo doprovázeno celkovým zmatkem ve společnosti a spory mezi levicovými a pravicovými stranami politického spektra. Tyto změny znamenaly též ukončení ne příliš kladně vnímané Portugalské koloniální války.
Revoluce ukončila tehdejší autoritářský režim Estado Novo, založený politikem a diktátorem Antóniem Salazarem, který v zemi vládl od roku 1933 a uplatňoval režim založený na represi politických svobod a občanských práv. Po revoluci byla sepsána nová ústava, zrušena cenzura, obnovena svoboda projevu, došlo k propuštění politických vězňů a portugalské kolonie získaly nezávislost.

## Pozadí
Za počátek revoluce je považován protest levicově orientovaných důstojníků nižších hodností z Portugalských ozbrojených sil proti výnosu Dec. Lei nº 353/73 z roku 1973. Tito byli sdruženi v tzv. Hnutí armádních sil (Movimento das Forças Armadas, MFA). Na jejich stranu se později přidaly i guerillové složky bojující za nezávislost portugalských kolonií v Africe.
Hnutí armádních sil dosadilo do vedení státu vojenskou juntu vystupující pod názvem Junta národní spásy (Junta de Salvação Nacional). Ta zemi následně vládla v letech 1974-1976. Funkci prezidenta junty, plnící de facto funkci prezidenta a předsedy vlády Portugalska zastával od 25. dubna 1974 António de Spínola. 30. září ho ve vedení junty vystřídal Francisco da Costa Gomes, který též působil jako prezident Portugalska a v úřadu působil až do 13. července 1976.

## Kolonie
Nový režim sliboval ukončení koloniálních válek a počátky vyjednávání s hnutími požadující nezávislost jednotlivých kolonií.
Na konci roku 1974 byli portugalští vojáci nuceni se stáhnout z Portugalské Guiney, čemuž následovalo v roce 1975 vyhlášení nezávislostí Kapverd, Svatého Tomáše a Princova ostrova, a Portugalské východní a Portugalské západní Afriky. Došlo též ke stažení vojáků z Portugalského Timoru.
Tyto události zapříčinily masový exodus portugalských občanů z bývalých afrických kolonií, především z Portugalské východní a Portugalské západní Afriky, což mělo za následek příliv uprchlíků, zvaných retornados (z portugalského retornar – vrátit se), do Portugalska. Zdroje hovoří o půl až jednom milionu uprchlíků. Po svém příchodu projevovali nesouhlas s politickými změnami. Byla založena salazaristická a frankistická hnutí, která měla též za následky bombové útoky v létě 1975 převážně v severním Portugalsku.